# Kriegerdenkmal (Landshut)
Das Kriegerdenkmal der Stadt Landshut „Deutsche Eiche“ wurde zum Gedenken der im Ersten Weltkrieg gefallenen Soldaten errichtet. Es steht inmitten der Landshuter Neustadt am Kreuzungspunkt der Steckengasse in Richtung Altstadt und der Barfüßergasse in Richtung des Stadtteils Freyung.

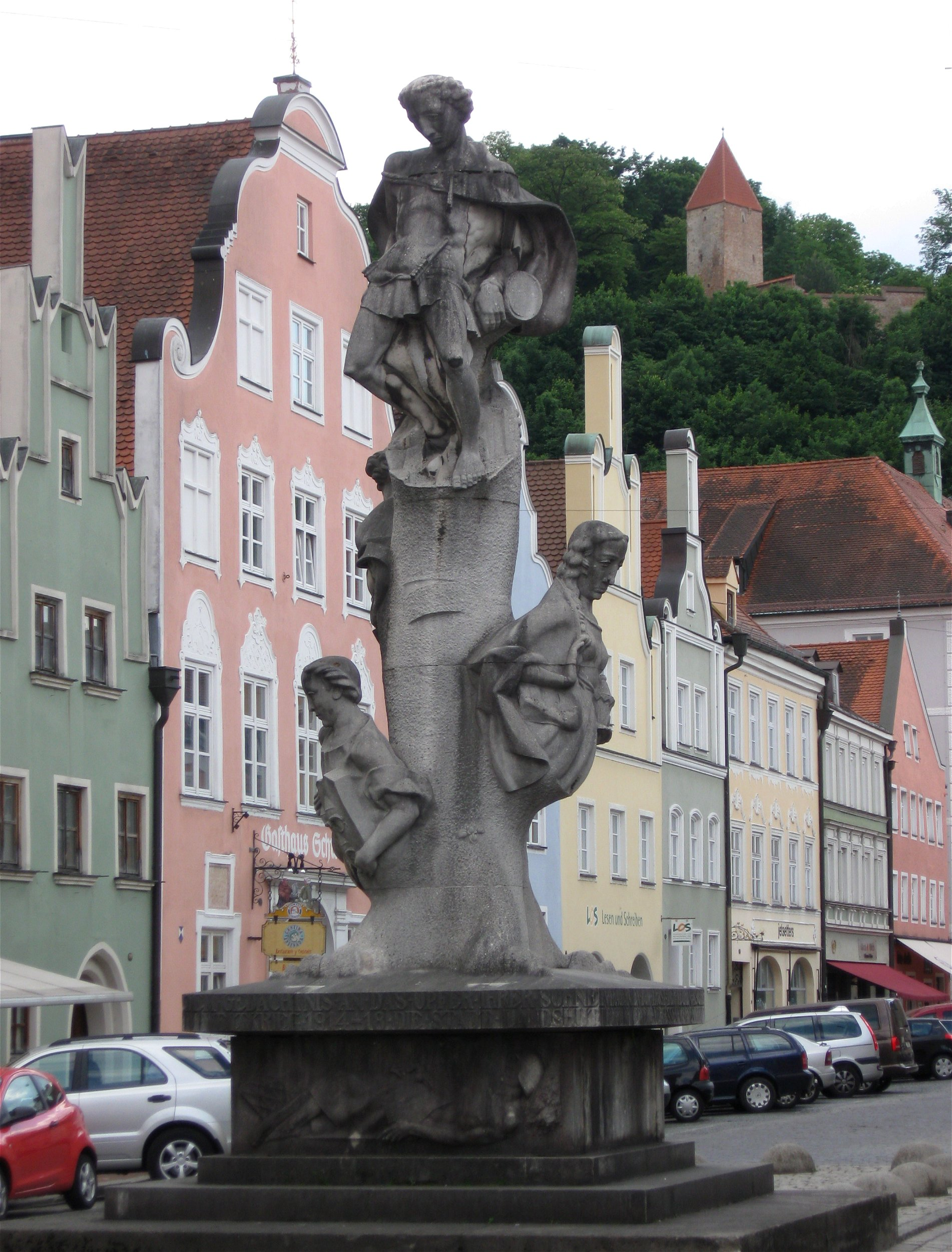
Neustadt Kriegerdenkmal Landshut-1

## Historischer Hintergrund
Die Garnisonsstadt Landshut beherbergte seit dem 18. Jahrhundert bis in die 1990er Jahre durchgehend Einheiten des Herzog- bzw. Kurfürstentums, später Königreichs Bayern, des Deutschen Kaiserreiches, der Reichswehr, der Wehrmacht sowie zuletzt der Bundeswehr. Entsprechend zogen im Jahre 1914 auch von Landshut aus knapp 2.800 Soldaten in den Ersten Weltkrieg.
Das Denkmal ist sämtlichen 2.091 aus Landshut stammenden bzw. dort vor und während des Ersten Weltkriegs stationierten gefallenen Soldaten gewidmet.
Den Entwurf lieferte der aus Oberammergau stammende Bildhauer Wilhelm Lechner, dessen Arbeit im Zuge eines Wettbewerbs aus 164 Einsendungen ausgewählt worden war. Die Landshuter Zeitung feierte das Denkmal anlässlich seiner Enthüllung als „eine der größten Bildhauerarbeiten der Nachkriegszeit“ und als „eine Schöpfung von solcher Kühnheit, daß sie allgemeines Interesse beanspruchen darf“. Der Künstler selbst war als Lehrer an der Oberammergauer Schnitzschule tätig und von 1938 bis 1945 ihr Direktor. Bereits Anfang der 1920er Jahre war er Mitglied des Bundes Oberland, seit 1930 der NSDAP und für diese ab 1933 im Gemeinderat Oberammergaus. Wegen seiner politischen Tätigkeit wurde er nach 1945 von den Alliierten interniert. Er verstarb 1977 im Alter von 87 Jahren in Kempten.
Das Denkmal wurde am 24. Juni 1928 unter Teilnahme von Honoratioren der Stadt sowie der in Landshut stationierten Truppen der Reichswehr in der Landshuter Neustadt eingeweiht. Anlässlich dieser Veranstaltung gestaltete der Künstler ein dem Zeitgeist entsprechendes „Erinnerungsblatt“, das gleichzeitig das Programm der Skulptur in Worte fasst.

## Beschreibung

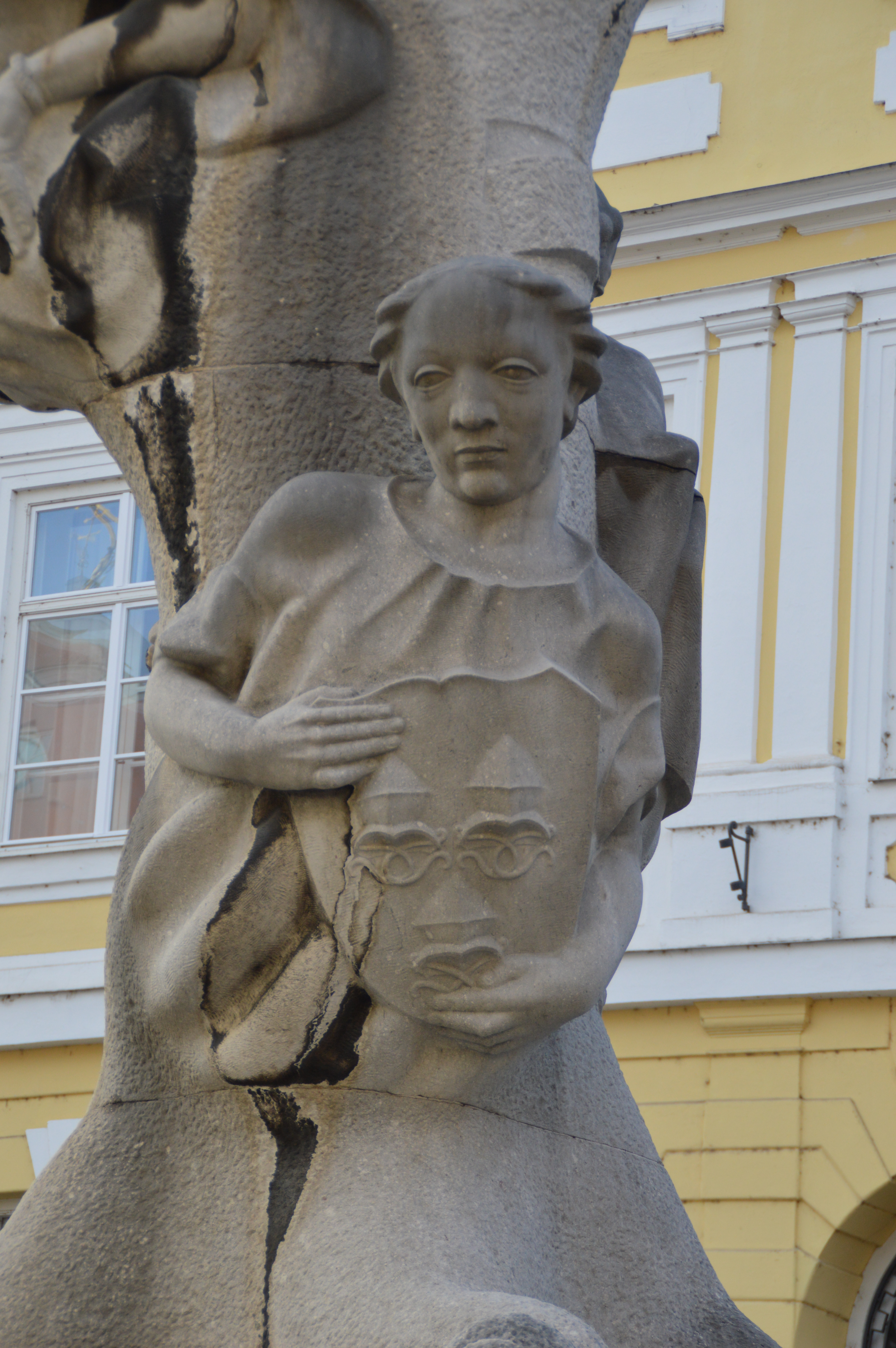
"Schildträger" am Stamm der "Deutschen Eiche"

### Standort
Die monumentale Kalksteinskulptur steht inmitten der Landshuter Neustadt, einem im Mittelalter angelegten, langgezogenen Straßenmarkt. Die auf dem Erinnerungsblatt deutlich gezeigte Hauptansicht des Denkmals besticht durch den Blick auf die Jesuitenkirche als oberen Abschluss des Platzes und der darüber hoch aufragenden Burg Trausnitz auf dem Hofberg. Am Kreuzungspunkt mit der Steckengasse in Richtung Altstadt und der Barfüßergasse in Richtung des Stadtteils Freyung gelegen, hat die Stadt Landshut einen bedeutenden und prominenten Aufstellungsort ausgewählt.

### Die „Deutsche Eiche“ Wilhelm Lechners
Das Denkmal selbst stellt einen auf einem dreistufigen Sockel aufgesetzten Steinblock dar, der einerseits als Inschriftenort fungiert, andererseits durch einen auf der Nordseite im Relief dargestellten toten Soldaten zum Sarkophag erklärt wird. Diesen umschling zudem ein Schriftband mit den Worten „FUERS VATERLAND“. In diesem Steinsarg wurzelt die „Deutsche Eiche“, ein verstümmelter und durch Scharten und Kerben verletzter Baum, der allerdings bereits wieder junge Triebe zeigt. Dieser steht offensichtlich für das durch den Versailler Vertrag verstümmelte Deutsche Reich. Dem Stamm entwachsen drei Figuren, die ihrerseits wiederum auf die Inschriften auf den Außenseiten des Sargdeckels bezogen sind. Obenauf steht, gefesselt und mit Pfeilen durchbohrt, der Stadtheilige Sebastian, der Patron der Sterbenden und Soldaten.
Die zuunterst aus dem Stamm wachsende Figur zeigt einen Jüngling, der mit ernstem und traurigem Blick einen Schild mit dem Wappen Landshuts in Händen hält. Entsprechend dem Text des Erinnerungsblatts von Wilhelm Lechner wendet sich die Figur an die junge Generation:
„DEN KÜNFTIGEN ZUR PFLICHT, DASS SIE DAS SCHILD DER HEIMAT IN EHREN TRAGEN WIE IHRE VÄTER“.
Die zweite Zeile des Blattes spricht dagegen die trauernden Mütter, Witwen und Schwestern an:
„DEN TRAUERNDEN ZUM TROST: DER TEUREN ASCHE WIRD NIMMERMEHR VERGESSEN WERDEN“.
Entsprechend hält die weibliche Figur mit trauernder Miene eine Urne in ihrer Linken, die Rechte hebt sie in einer Art segnender Geste. Die erste Zeile des Erinnerungsblattes gilt aber der gefesselten, männlichen Figur:
„DEN LEBENDEN ZUR MAHNUNG: SPRENGT DIE KETTEN UND SEID FREI WIE SIE’S GEWOLLT“.
Der damit verbundene Aufruf zur Revision der von den Alliierten im Jahre 1919 diktierten Friedensbedingungen ist unüberhörbar. Ebenso der laute Appell an die Jugend, die im Lechnerschen Sinne als „Schildträger“ in Zukunft die Wacht über die Nation zu übernehmen haben. Damit wird eine latente Unzufriedenheit mit der politischen Situation ebenso wie eine klare Forderung an die Zukunft laut, die tatsächlich monumental und beeindruckend komponiert inmitten der alten Residenzstadt allen Bürgern vor Augen stehen sollte.

## Rezeption
Nach dem Zweiten Weltkrieg fanden die zentralen Gedenkfeiern der Stadt zum Volkstrauertag andernorts statt. In jüngster Zeit flammten Diskussionen über eine Verlegung der großen Skulptur auf, die jedoch durch die im November 2015 erstmals wieder vor Ort durchgeführte Gedenkveranstaltung als beendet gelten können.
Erstmals fand am heutigen Sonntagmittag die Gedenkfeier zum Volkstrauertag in der Neustadt statt – am Kriegerdenkmal, über dessen mögliche Verlegung unlängst noch diskutiert worden war. Als Schauplatz dieser würdevollen Gedenkveranstaltung hat das Denkmal nun einen erheblichen Bedeutungsschub erhalten, der solche Debatten in Zukunft wohl überflüssig macht. […] In einer relativ kurzen, aber durchaus bemerkenswerten Rede warb Stiftspropst Franz Joseph Baur eindringlich dafür, Trauer in ihren unterschiedlichen Facetten zuzulassen. Die Unfähigkeit bzw. Unmöglichkeit zu trauern, sei etwas, was weder dem einzelnen Menschen noch einer Gesellschaft gut tue. Insofern brauche auch der Volkstrauertag seinen „Platz im heutigen Leben“, so Baur. Zudem sei ein Mahnmal – auch ein „sperriges“ – inmitten der Stadt am richtigen Platz.

## Landshuter Einheiten im Ersten Weltkrieg
- Königlich Bayerisches 2. Schwere-Reiter-Regiment „Erzherzog Franz Ferdinand von Österreich-Este“
- 1. Bataillon des Königlich Bayerischen 16. Infanterie-Regiments „Großherzog Ferdinand von Toskana“
- 2. Bataillon des 2. Reserve Inf. Regiments

## Inschriften
Inschriften auf dem Rand des Sarkophagdeckels:
DEN OPFERN DER KRIEGE UND DER GEWALTHERRSCHAFT
DEM GEDÄCHTNIS AN DAS OPFER IHRER SÖHNE IM WELTKRIEG 1914–18 DIE STADT LANDSHUT
DEN TRAUERNDEN ZUM TROST DER TEUREN ASCHE WIRD NIMMERMEHR VERGESSEN WERDEN
Inschrift auf der Südseite:
DIE NAMEN DER 647 SÖHNE DER STADT
ZU VIELE UM SIE SICHTBAR ZU TRAGEN
UMSCHLIESST DIESES MAL
TREUER ALS DER STEIN BEWAHRT SIE DIE LIEBE
IHRES VOLKES
FERNER ZOGEN AUS UNSERER STADT IN DEN GROSSEN
WELTKRIEG
DAS 2. SCHWERE REITERREGIMENT
DAS 1. BA[ttail]ON DES 16. INFANTERIE REGIMENTS
DAS 2. BA[ttail]ON DES 2. RESERVE INF. REGIMENTS
SIE LIESSEN IN SIEG UND RUHMREICHEN KAMPFE AUF UNGEZÄHLTEN SCHLACHTFELDERN 2091 HELDEN
Inschrift auf der Westseite:
Entwurf v. W. Lechner Bildhauer Oberammergau 1928